# Picea wilsonii
Espèce
Classification phylogénétique
Statut de conservation UICN

 LC  : Préoccupation mineure
Picea wilsonii, l'épicéa de Wilson, est un arbre natif du Sikkim et du Bhoutan. C'est une espèce himalayenne.
En culture, les arbres atteignent 20 m à 25 m ; les cônes sont assez lourds et tombants (7-8 cm).